# Ószombat

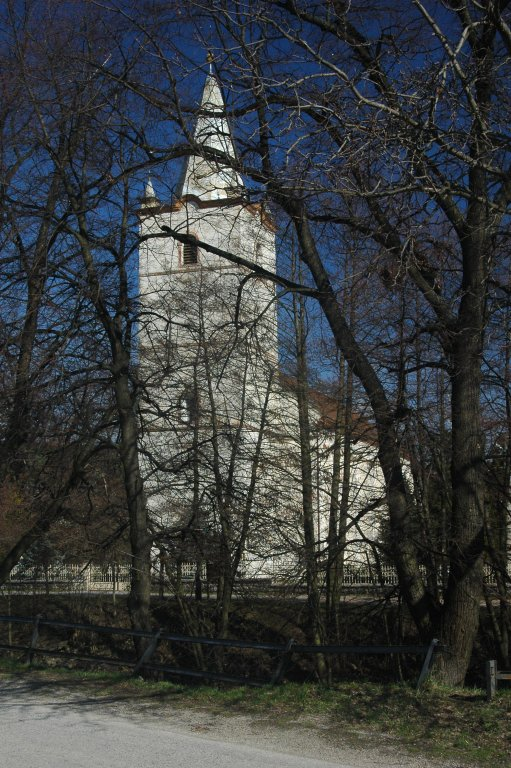
Evangélikus templom

Ószombat (1899-ig Szobotist, szlovákul Sobotište) község Szlovákiában, a Nagyszombati kerület Szenicei járásában. Nevezetes habán falu, amely még az 1930-as években is őrizte szokásait.

## Fekvése
Szenicétől 7 km-re északkeletre található.

## Története
A település története több, mint 800 évre tekint vissza, 1251-ben "Zobodycha" néven említik először. Korai története kevéssé ismert, hiszen 1428-ban a husziták, majd 1623-ban és 1650-ben a törökök pusztították el. 1621-ben lengyel szolgálatban álló kozákok rabolták ki a települést. A rajnavidéki eretnek hitű habán szekta a 16. század középén telepedett le a környéken. Emléküket őrzi az 1620-ban alapított Habán-udvar a községházával, a malommal és a kápolnával. Lakói pásztorok, földművesek voltak, akik gyümölcs és zöldségtermesztéssel foglalkoztak. Virágzott a habán kézművesipar is, molnárok, takácsok, mészárosok, pékek, cipészek, szűcsök, késesek, szabók és mind a mai napig fazekasok és keramikusok működtek a településen. 1700-ban a berencsi uradalomban elsőként megalakult az ószombati céhek egyesülése. 1770-ben Nyári gróf manufaktúrát alapított itt. Híresek voltak vásárai, melyeket még Mátyás király engedélyezett, növekedett a kocsmárosok, kereskedők számai is. 1831-ben 4854 lakosa volt Ószombatnak. A habánok itt alakították meg Európa második gazdasági hitelintézetét 1845-ben.
Vályi András szerint "SZOBOTIST. Tót Mezőváros Nyitra Várm. földes Urai több Urak, lakosai katolikusok, és evangelikusok, fekszik V. Újhely, és Csejta között, Berents Vára alatt, ’s Gróf Koháry Uraságnak kastéllyával díszesíttetik; határja középszerű, mint vagyonnyai."
Fényes Elek szerint "Szobotiszt, vegyes tót-német m. v. Nyitra vmegyében, N.-Szombathoz 5 mfdnyire: 640 kath., 2070 evang., 520 zsidó lak. – Hegyek közt s némelly halmokon 58 kath., 1127 evang. lak. Az ugy nevezett Labánok egy különös külvároson együtt laknak, s maradékai azon német anabaptistáknak, kik a mult században katholikusokká tétettek. Isteni tiszteletöket német nyelven különös kápolnában tartják, papjokat magok fizetik; egyébiránt igen ügyes fazekasok és kés-csinálók; valamint hires házfedélcsinálók mellyet agyaggal kevert szalmából szoktak össze szerkeztetni s tüz ellen ez tökéletes bátorságot ád. Van itt egy kath., és evang. anyatemplom, synagoga, több urasági kastélyok, s kertek, sörházak sat. – Határa hegyes, és hegyek miatt bajos mivelésü. Ezekben calmus találtatik. Egy mfd.re láthatni a régi Berencsvár omladékait egy magában álló meglehetős nagyságu hegy tetején, mellyet 1663. a törökök hijában ostromoltak; de a bocskaiak bevették; a Nyáry családnak több örökösei lévén, elhagyták pusztulni. Ezen vár feje egy uradalomnak, mellyhez 2 m. v. s 9 falu tartozik. F. u. a Nyáry csal. örökösei, u. m. gr. Nyáry, gr. Amade, b. Jeszenák, b. Horeczky a más nemesek."
A trianoni békeszerződésig Nyitra vármegye Szenicei járásához tartozott.

## Népessége
| Év:            | 1994. | 2004.   | 2014.   | 2024.   |
| -------------- | ----- | ------- | ------- | ------- |
| Emberek száma: | 1582  | 1536    | 1485    | 1483    |
| Eltérés:       |       | -2,90 % | -3,32 % | -0,13 % |

| Év:            | 2023. | 2024.   |
| -------------- | ----- | ------- |
| Emberek száma: | 1476  | 1483    |
| Eltérés:       |       | +0,47 % |

1880-ban 2496 lakosából 1885 szlovák, 480 német és 26 magyar anyanyelvű volt, ebből 1582 evangélikus, 553 római katolikus és 361 izraelita vallású.
1890-ben 2664 lakosából 2280 szlovák és 16 magyar anyanyelvű volt.
1900-ban 2496 lakosából 2049 szlovák és 72 magyar anyanyelvű volt.
1910-ben 2341 lakosából 1992 szlovák, 223 német és 101 magyar anyanyelvű volt, ebből 1586 evangélikus, 534 római katolikus és 220 izraelita vallású.
1921-ben 2235 lakosából 2111 csehszlovák és 4 magyar volt.
1930-ban 2373 lakosából 2318 csehszlovák és 1 magyar volt.
1991-ben 1693 lakosából 1680 szlovák volt.
2001-ben 1537 lakosából 1526 szlovák volt.
2011-ben 1490 lakosából 1443 szlovák volt.
2021-ben 1424 lakosából 1390 (+1) szlovák, 1-1 magyar és cigány, (+1) ruszin, 13 (+2) egyéb és 19 ismeretlen nemzetiségű volt.

## Nevezetességei
- A Nyári család barokk kastélya a 16-17. században épült négy saroktornyos várkastély volt, melyet külső erődfal és vizesárok övezett. A 18. század utolsó harmadában klasszicista stílusban átépítették. 1994-ben nyílt meg benne a Jurkovics Sámuel múzeum, mely a neves gazdasági szakember életén kívül a környék népviseletét, kerámiáit és népi hangszereit is bemutatja.
- Jellegzetes habán épületei, a városháza, iskola, malom, korsókészítő és kulcskészítő műhely.
- Evangélikus temploma 1784-ben épült.

## Neves személyek
- Itt szolgált Schulek János (1774–1837) evangélikus lelkész 1811–1837 között, haláláig. Szlovák nyelven 9 könyvet írt vallási és iskolai szükségletek kielégítésére.
- Itt született 1816-ban Schulek Károly Bogusláv evangélikus lelkész, szakfordító.
- Itt született 1822-ben Schulek Lajos evangélikus lelkész,  részt vett a szlovák felkelésben, ezért 1848-ban a magyarok bebörtönözték, majd Komáromban 1849. június 16-án felakasztották.
- Itt született 1825-ben Schulek Frigyes Vilmos aranyműves, akit mint a Szlovák Nemzeti Tanács futárát, 1848. október 20-án a magyar hatóságok kivégezték.
- Itt élt és alkotott Jurkovics Sámuel a szlovák földművelési mozgalom elindítója, az első európai gazdasági társaság és hitelintézet létrehozója.
- Itt született 1827-ben Löger Gusztáv fényképész.
- Itt született 1843-ban Dohnányi Frigyes tanár, zenész, gyorsíró.
- Itt született 1844-ben Feuer Náthániel orvos, szakíró.
- Itt született 1921-ben Karol Laco (?–2009) szlovák akadémikus, a csehszlovák szövetségi kormány egykori miniszterelnök-helyettese.

## Külső hivatkozások
- Hivatalos oldal Archiválva 2007. december 23-i dátummal a Wayback Machine-ben
- Szlovákia turisztikai honlapja[halott link]
- A Nyári-kastély ismertetője
- Községinfó
- Ószombat Szlovákia térképén
- Az ószombati evangélikus gyülekezet honlapja
- A Jurkovics-múzeum a szlovák múzeumok honlapján
- E-obce.sk Archiválva 2007. december 19-i dátummal a Wayback Machine-ben